# Dawson College

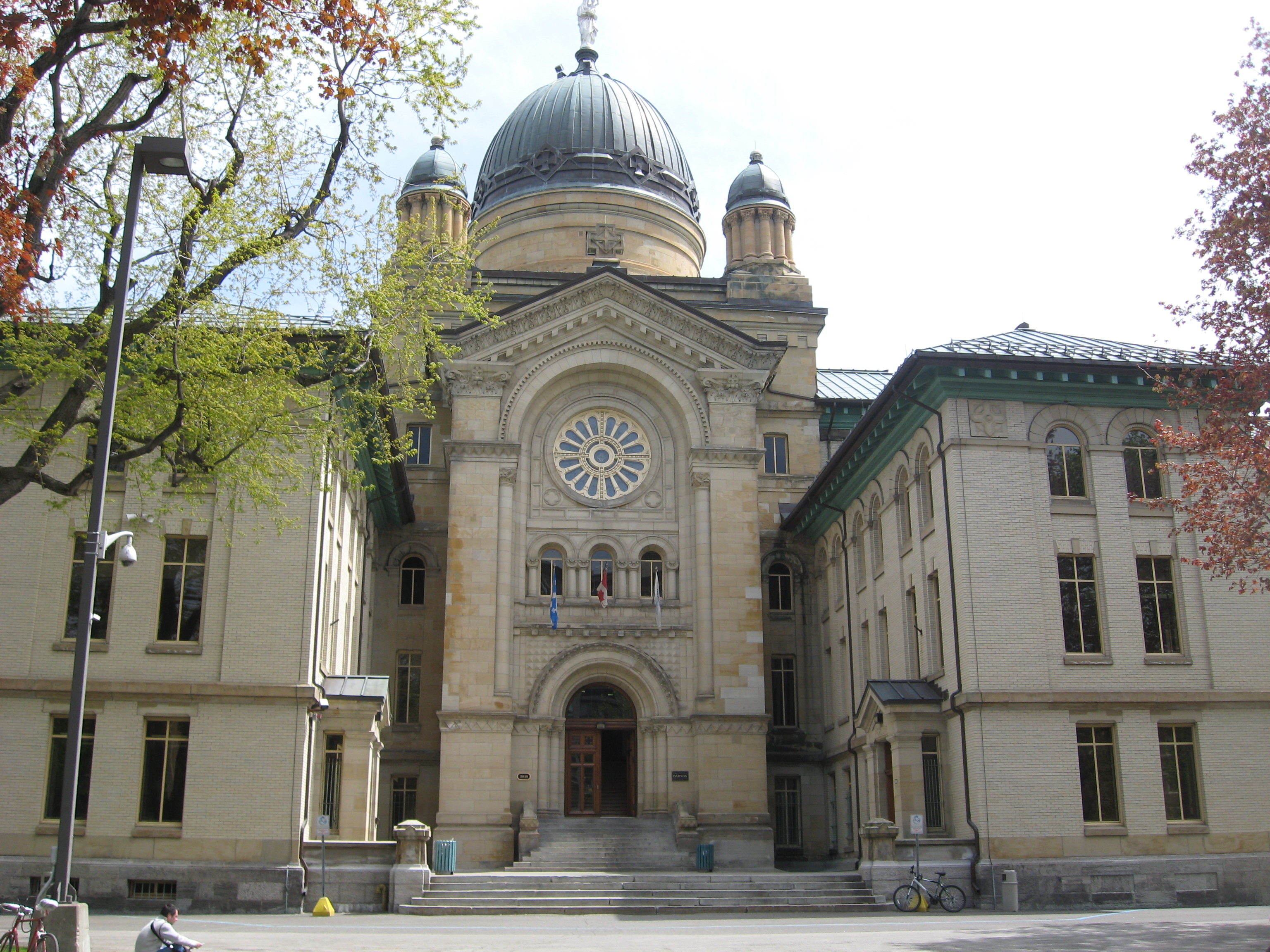
Budynek Dawson College

Dawson College (fr. Collège Dawson) – uczelnia (Cégep - fr. Collège d'enseignement général et professionnel, ang. College of General and Vocational Education) w Westmount koło Montrealu. Największy angielskojęzyczny Cégep w Quebecu ma 7000 studentów dziennych i 3000 wieczorowych.
13 września 2006 Kimveer Gill z Laval zastrzelił na uczelni 18-letnią studentkę i ranił 19 osób, po czym popełnił samobójstwo. Możliwe że naśladował masakrę w Columbine High School (tzw. copycat effect).